# Гродњенска област
Гродњенска област (блр. Гродзенская вобласць, рус. Гро́дненская о́бласть) административна је јединица у западном делу Републике Белорусије и са површином од 25.000 км² најмања је међу 6 белоруских области. Основана је 20. септембра 1944. као административна јединица тадашње Белоруске ССР. Смештена је између Литваније на северу, Пољске на западу, Минске области на истоку и Брестске области на југу.
Административни центар, а уједно и највећи град области је Гродно, а већи градови су још Лида, Слоним и Вавкависк.
Према подацима пописа становништва из 2009. на територији области живело је укупно 1.072.000 становника или у просеку 42,9 ст/км².
У источном делу области налази се Мирски замак из XVI века који се налази на Унесковој листи светске баштине у Белорусији.

## Географија
Гродњенска област смештена је у западном делу Републике Белорусије и ограничена је територијом Брестске области на југу, Минске области на истоку, док на североистоку дели свега неколико километара уску границу са Витепском облашћу. На северу је граница са Литванијом (окрузи Алитус и Вилњус), док је на западу Пољска (Војводство Подласко). Са површином од 25.000 км² најмања је од 6 белоруских области.
Гродњенска област лежи у зони благо заталасаног рељефа просечних надморских висина између 130 и 190 метара. Централни део области обухвата подручје Њеменске низија у ком се налази и најнижа тачка у земљи на надморској висини од 80 метара. У северном и североисточном делу налазе се Лидска равница (надморске висине до 170 м) и нешто више Ашмјанско побрђе (висине до 320 м). Крајњи североисток је у зони ниже Нарачанско-Вилјеске низије. Јужни и источни делови су нешто виши и ту је рељеф представљен у виду моренских побрђа и ту се налази највиша тачка области Замкавска гора са висином од 323 метра (Навагрудско побрђе).
Готово целокупно подручје области припада басену реке Њемен (са притокама Западна Березина, Гавја, Дитва, Лебјада, Котра, Уша, Шчара и Вилија). У северозападном делу области свој ток почиње река Нарев, десна притока Висле. Августовским каналом су повезане реке Висла и Њемен. Најважнија језера су Бело, Свитјаз, Свир и Вишневско.
Клима је умереноконтинентална са доста дугим и умерено топлим летима и нешто блажим и краћим зимама захваљујући близини морске акваторије. Просечна јануарска температура креће се између -6,6 °C (Карелички и Навагрудски рејон) до -5 °C на југозападу. Јулске температуре у просеку се крећу између 17 °C и 18,2 °C. Просечна годишња сума падавина је од 520 до 640 мм (у области око Навагрудка до 706 мм) и око 70% се излучи у периоду април-октобар. Вегетативни период траје од 189 до 200 дана. Под шумама је око 14,4% територије, док је око 6,6% под мочварама.
Један део националног парка Бјаловјешка шума обухвата подручје на крајњем југу области.

## Историја
Подручје Гродњенске области било је насељено још током позног палеолита. Током средњег века подручје је било насељено древним словенским и балтичким племенима. Почетком XII века значајни делови области око реке Њемен улазе у састав Кијевског Руса. У то време оснивају се и први већи градови попут Гродна (1128), Навагрудака (1212), Слонима (1251), Вавкависка (1005) и Лиде (1323).
Почетком XIII и током XIV века цела област долази под власт Велике Кнежевине Литваније чија је прва престоница био Навагрудак. У дворцу Крево у Смаргонском рејону је 1385. склопљена Кревска унија о уједињењу Пољске и Литваније у Пољско-литванску унију (познату и као Реч Поспоплита). Код места Гринвалда се 1410. одиграла велика битка против Тевтонских витезова.
После распада Уније област 1793. постаје саставним делом Руске Империје и долази до оснивања Гродњенске губерније, која је за кратко време постала један од економски најразвијенијих региона Империје.
Одредбама Мира из Риге 1921. сва територија савремене Гродњенске области је укључена у састав Пољске у чијим границама је остала све до 1939. када постаје делом тада Белоруске ССР.
Гродњенска област формирана је 20. септембра 1944. са административним центром у граду Гродну. У садашњим границама је од 1954. године.

## Административна подела
Област је административно подељена на један град обласне субординације (Гродно - уједно и административни центар области) и на 17 рејона.
| Рејон              | Основан | Административни центар | Површина км² | Становника попис 2009. |
| ------------------ | ------- | ---------------------- | ------------ | ---------------------- |
| Астравечки рејон   | .       | Астравец               | 1.569        | 27.300                 |
| Ашмјански рејон    | .       | Ашмјани                | 1.200        | 38.500                 |
| Бераставички рејон | .       | Велика Бераставица     | 743          | 20.000                 |
| Вавкавски рејон    | .       | Вавкависк              | 1.192        | 82.200                 |
| Воранавски рејон   | .       | Воранава               | 1.500        | 38.000                 |
| Гродњенски рејон   | .       | Гродно                 | 2.700        | 58.600                 |
| Дзјатлавски рејон  | .       | Дзјатлава              | 1.500        | 34.300                 |
| Зељвански рејон    | .       | Зељва                  | 870          | 22.000                 |
| Ивјевски рејон     | .       | Ивје                   | 1.900        | 37.800                 |
| Карелички рејон    | .       | Кареличи               | 1.100        | 28.000                 |
| Лидски рејон       | .       | Лида                   | 1.600        | 140.000                |
| Мастовски рејон    | .       | Масти                  | 1.300        | 41.000                 |
| Навагрудски рејон  | .       | Навагрудак             | 1.700        | 54.000                 |
| Свислачки рејон    | .       | Свислач                | 1.400        | 22.700                 |
| Слонимски рејон    | .       | Слоним                 | 1.500        | 72.000                 |
| Смаргоњски рејон   | .       | Смаргоњ                | 1.500        | 58.200                 |
| Шчучински рејон    | .       | Шчучин                 | 1.900        | 54.400                 |

## Демографија
Према подацима пописа становништва из 2009. на подручју Гродњенске обасти живело је око 1.072.000 становника, или у просеку 42,9 ст/км². Од тог броја око 70% је живело у градовима, а остатак у сеоским насељима.
По националном саставу највише је Белоруса (66,7%), Пољака (21,5%), Руса (8,2%) и Украјинаца (1,4%).
| Народ     | Попис 1959. | Попис 1970. | Попис 1979. | Попис 1989. | Попис 1999. | Попис 2009. |
| --------- | ----------- | ----------- | ----------- | ----------- | ----------- | ----------- |
| Белоруси  | 646.718     | 729.381     | 698.420     | 702.208     | 738.216     | 715.249     |
| Пољаци    | 332.430     | 276.507     | 299.250     | 300.836     | 294.090     | 230.810     |
| Руси      | 72.250      | 86.145      | 99.597      | 124.250     | 119.200     | 87.451      |
| Украјинци | 12.004      | 16.230      | 18.677      | 23.401      | 21.166      | 14.983      |
| Литванци  | ....        | 4.224       | 3.427       | 3.087       | 2.964       | 2.153       |
| Татари    | 2.075       | 2.086       | 2.177       | 2.462       | 2.161       | 1.710       |
| Јермени   | ....        | 193         | 191         | 461         | 1.049       | 905         |
| Азери     | ....        | 142         | 194         | 526         | 581         | 678         |
| Јевреји   | 3.744       | 3.199       | 2.653       | 2.208       | 938         | 537         |
| Роми      | ....        | 226         | 330         | 376         | 452         | 372         |
| Немци     | ....        | 171         | 276         | 435         | 669         | 329         |
| Молдавци  | ....        | 151         | 274         | 471         | 415         | 319         |
| Грузини   | ....        | 169         | 167         | 224         | 285         | 264         |
| Укупно    | 1.076.789   | 1.120.395   | 1.127.465   | 1.163.608   | 1.185.178   | 1.072.381   |

На територији области постоји укупно 15 насељених места са административним статусом града и 16 насељених места са статусом варошице. Једини град са више од 100 хиљада становника је Гродно.

## Знаменитости
У источном делу области код вароши Мир налази се Мирски замак из XVI века који се налази на Унесковој листи светске баштине у Белорусији.